# Euchondrus ramonensis
Euchondrus ramonensis é uma espécie de gastrópode  da família Enidae.
É endémica de Israel.